# Saukkojärvi (sjö i Enare, Lappland)
Saukkojärvi är en sjö i kommunen Enare i landskapet Lappland i Finland. Arean är 45 hektar och strandlinjen är 4,63 kilometer lång. Sjön  ingår i Pasvik älvs huvudavrinningsområde.   Den ligger omkring 270 kilometer norr om Rovaniemi och omkring 970 kilometer norr om Helsingfors. 